# Pian dei Buoi
Il Pian dei Buoi è un altopiano che sovrasta da nordovest l'abitato di Lozzo di Cadore.
Localizzato ai piedi delle Marmarole orientali, a una quota media di 1.750 m s.l.m., è costituito da ampie zone prative pianeggianti, colli e valli erbose adibite a pascolo.
In passato gli abitanti di Lozzo indicavano l'altopiano semplicemente come la Monte.

## Geografia

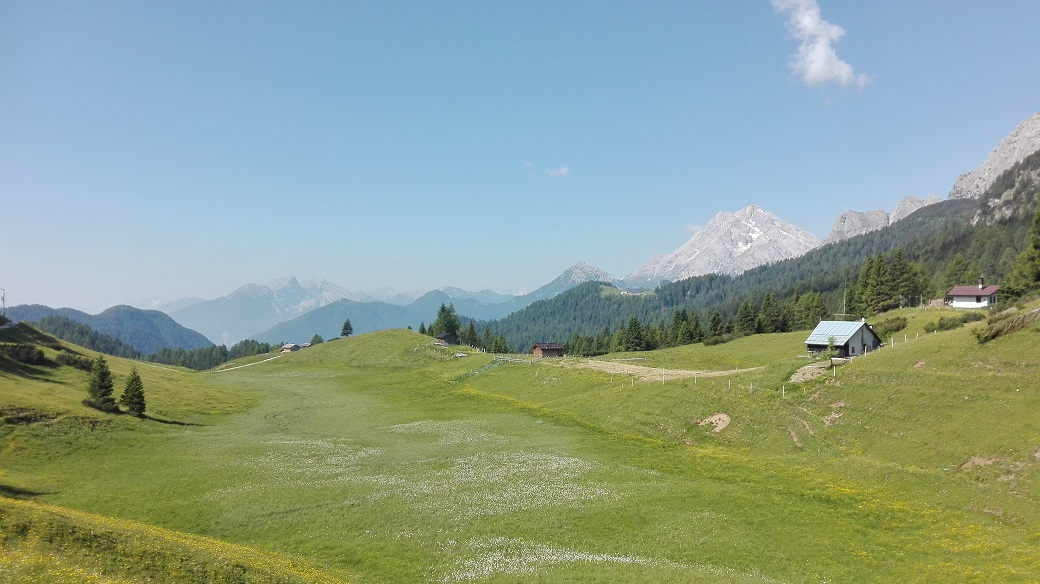
Panoramica verso l'Antelao

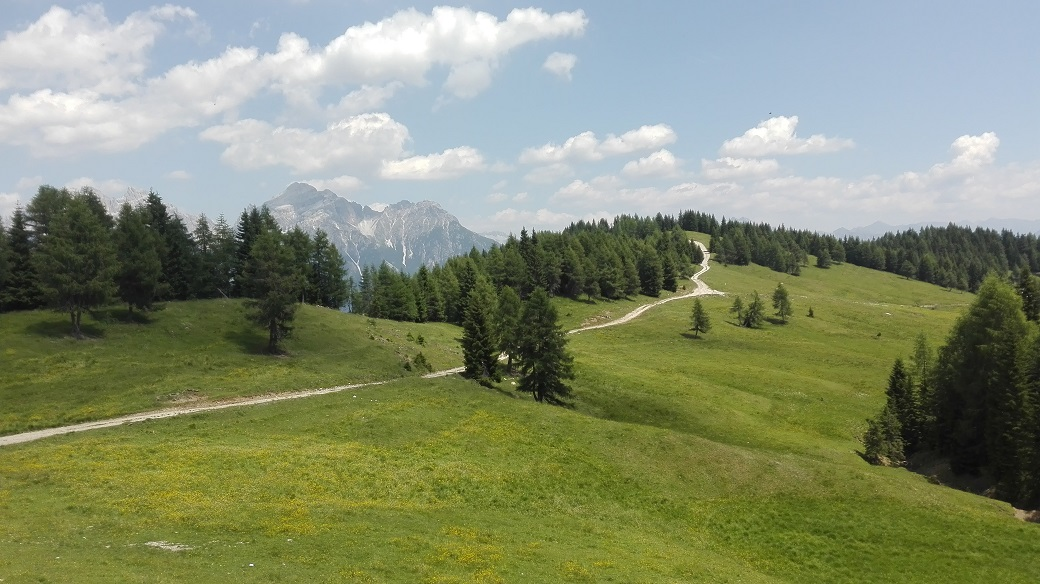

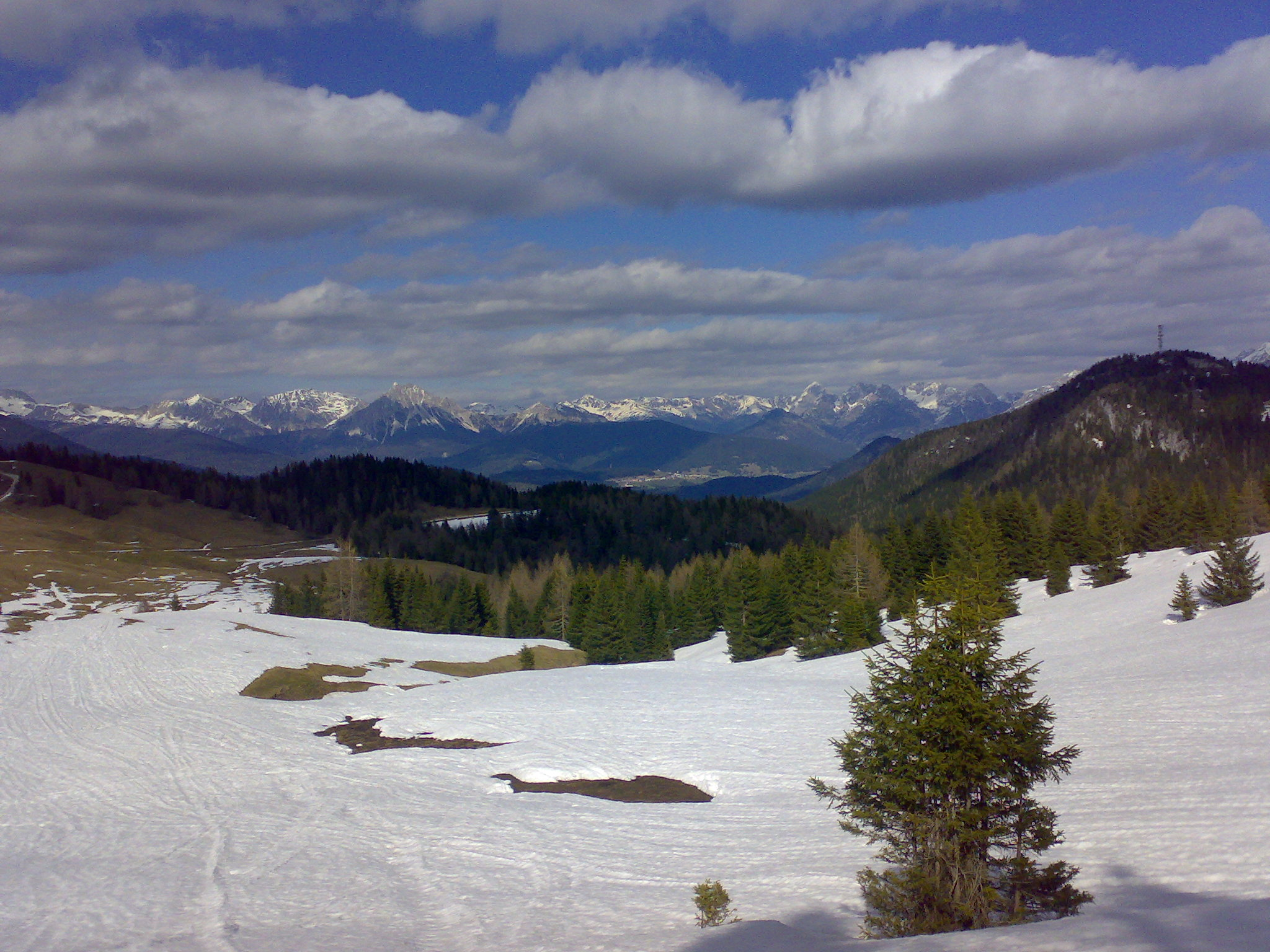
Pian dei Buoi, panoramica verso il Comelico

Ad ovest è delimitato dalla valle del rio Fraìna che, una volta unitosi al rio Giau Gran, va a formare il rio Rin che 
scorre, da ovest verso est, a sud dell'altopiano circa seicento metri più in basso. A nord nord-est è delimitato dall'alta val da Rin e dalla val Campediei (Cianpeviéi in cadorino) che all'altezza dell'altopiano rimangono separate dal Col dei Buoi. A est è delimitato dalla dorsale Col Cervera-Col Vidal.

### Accessibilità
È raggiungibile percorrendo una strada militare che, attraverso numerosi tornanti, risale il versante sinistro della val Longiarin, a sud dell'altopiano. Lungo il percorso si incontrano diversi gruppi di caratteristici fienili, come quelli di Vertafedèra, di Campo di Croce (Cianpo de Cros) e di Soracrepa, questi ultimi nell'omonima località che segna l'inizio vero e proprio del Pian dei Buoi e dove la strada diventa sostanzialmente pianeggiante. Un primo bivio permette di raggiungere, proseguendo a destra, il forte di Col Vidal; prendendo a sinistra invece la strada diventa silvo-pastorale e raggiunge un secondo bivio, detto bivio Pellegrini, da dove è possibile raggiungere la Casera delle Armente oppure, prendendo a sinistra, la cosiddetta Forželuta. Qui la strada si dirama in varie direzioni, permettendo di scegliere se raggiungere il rifugio Baion, il rifugio Ciaréido o scendere luogo la val da Rin verso Auronzo di Cadore.

## Turismo

### Anelli e sentieri attrezzati
L'altopiano è percorso da numerosi sentieri e anelli, quattro dei quali pensati per gravitare interamente nell'areale del Pian dei Buoi: l'Anello dei Casoni, l'Anello dei Colli che porta nel cuore del Parco della Memoria, l'Anello dei Forti (naturale continuazione del precedente) e l'Anello del Paradiso.
Il sentiero attrezzato Amalio Da Pra permette invece di compiere il giro completo del monte Ciarido, attraversando le forcelle di San Piero (2.298 m) e di San Lorenzo. L'altopiano è anche attraversato dall'Alta via n. 5.

### Punti panoramici
Tutto l'altopiano è punto di osservazione panoramico, ma la sommità di Col Vidal costituisce luogo privilegiato, dal quale è possibile ammirare le dolomiti di Auronzo con le Tre Cime di Lavaredo, la Croda dei Toni e il Popera verso nord, 
la Catena Carnica Principale con il Peralba e il Cavallino verso il Comelico a nord nord-est, le dolomiti d'Oltrepiave con il Cridola e gli Spalti di Toro verso sud, l'Antelao verso ovest e naturalmente le Marmarole.
La stessa strada militare nel tratto detto localmente Soramižoi, ovvero sopra la frattura rocciosa dalla caratteristica forma a ventaglio che sovrasta Lozzo (detta appunto Mižoi), offre un panorama di ampio respiro verso sud e la valle del Piave.

### Il Parco della Memoria
È la parte dell'altopiano compresa fra il bivio Pellegrini e il Col Vidal, caratterizzata dal forte di Col Vidal e delle varie e articolate difese complementari, edificate attorno al 1910.